# Thargelia distincta
Thargelia distincta är en fjärilsart som beskrevs av Hugo Theodor Christoph 1884. Thargelia distincta ingår i släktet Thargelia och familjen nattflyn. Inga underarter finns listade i Catalogue of Life.